# قائمة الأفلام المصرية سنة 1942
هذه قائمة بالأفلام المصرية لسنة 1942 مرتبة أبجديا

## 1942
| الأسم                    | إخراج          | تأليف                                                 | تمثيل                                                               | النوع                   | ملاحظات                                                                 |
| ------------------------ | -------------- | ----------------------------------------------------- | ------------------------------------------------------------------- | ----------------------- | ----------------------------------------------------------------------- |
| أحب الغلط                | حسين فوزي      | حسين فوزي، بديع خيري                                  | حسين صدقي، تحية كاريوكا                                             |                         |                                                                         |
| أحلام الشباب             | كمال سليم      | يوسف وهبي، كمال سليم، بديع خيري                       | فريد الأطرش، تحية كاريوكا، مديحة يسري                               | موسيقي، كوميدي، رومانسي |                                                                         |
| أخيرا تزوجت              | جمال مدكور     | جمال مدكور، سليمان نجيب                               | سليمان نجيب، ميمي شكيب، تحية كاريوكا، فؤاد شفيق                     |                         |                                                                         |
| أولاد الفقراء            | يوسف وهبي      | يوسف وهبي                                             | يوسف وهبي، أمينة رزق، محمود المليجي                                 | دراما                   |                                                                         |
| ابن البلد                | إستفان روستي   | عزيزة أمير، محمود ذو الفقار، إستفان روستي، محمد توفيق | عزيزة أمير، محمود ذو الفقار                                         |                         |                                                                         |
| ابن الصحراء              | إبراهيم لاما   | السيد زيادة                                           | بدر لاما، روحية خالد، أنور وجدي                                     |                         |                                                                         |
| الستات في خطر            | إبراهيم عمارة  | إبراهيم عمارة، فؤاد الجزايرلي                         | أنور وجدي، تحية كاريوكا                                             |                         |                                                                         |
| الشريد                   | هنري بركات     | فتوح نشاطي، هنري بركات، بيرم التونسي، محمد متولي      | آسيا داغر، زوزو نبيل، حسين رياض، زكي رستم                           |                         |                                                                         |
| العريس الخامس            | أحمد جلال      | أحمد جلال                                             | آسيا داغر، حسين صدقي، عباس فارس، بشارة واكيم، فؤاد شفيق، محسن سرحان | موسيقي، كوميدي          |                                                                         |
| المتهمة                  | هنري بركات     | فتوح نشاطي، هنري بركات، يوسف جوهر                     | آسيا داغر، زكي رستم، زينب صدقي، عبد الفتاح القصري، فردوس محمد       |                         |                                                                         |
| بحبح في بغداد            | حسين فوزي      |                                                       | فوزي الجزايرلي، حورية محمد                                          |                         |                                                                         |
| بنت ذوات                 | يوسف وهبي      | يوسف وهبي                                             | يوسف وهبي، راقية إبراهيم                                            | دراما                   |                                                                         |
| خفايا الدنيا             |                | إبراهيم رمزي                                          | سامية فهمي، أحمد علام، حسن رمزي، سلوى علام                          |                         |                                                                         |
| رباب                     | أحمد جلال      | أحمد جلال                                             | أحمد جلال، ماري كويني                                               | دراما                   |                                                                         |
| عايدة                    | أحمد بدرخان    | عبد الوارث عسر، فتوح نشاطي، عباس يونس                 | أم كلثوم، إبراهيم حمودة، سليمان نجيب، عباس فارس                     | موسيقي                  |                                                                         |
| على مسرح الحياة          | أحمد بدرخان    | عباس يونس، عبد الحميد حمدي، حسن حلمي، سيد كساب        | حسين رياض، روحية خالد، زينب صدقي                                    |                         |                                                                         |
| علي بابا والأربعين حرامي | توجو مزراحي    | توجو مزراحي                                           | علي الكسار، ليلى فوزي، محمد عبد المطلب                              | كوميدي                  |                                                                         |
| لو كنت غني               | هنري بركات     | أبو السعود الأبياري، هنري بركات                       | بشارة واكيم، إحسان الجزايرلي، عبد الفتاح القصري                     | كوميدي                  |                                                                         |
| ليلة الفرح               | محمد كريم      | عزيزة أمير، محمود ذو الفقار                           | عزيزة أمير، محمود ذو الفقار                                         |                         |                                                                         |
| ليلى                     | توجو مزراحي    | توجو مزراحي                                           | ليلى مراد، حسين صدقي                                                | موسيقي، رومانسي         |                                                                         |
| محطة الأنس               | عبد الفتاح حسن | كمال سليم، موريس كساب، بديع خيري                      | محمود المليجي، عقيلة راتب                                           |                         |                                                                         |
| ممنوع الحب               | محمد كريم      | محمد كريم، عباس علام                                  | محمد عبد الوهاب، رجاء عبده، عبد الوارث عسر                          | موسيقي، كوميدي، رومانسي | أول أفلام مديحة يسري التي تظهر لفترة قصيرة قبل أغنية بلاش تبوسني ف عنيه |